# Eurovea

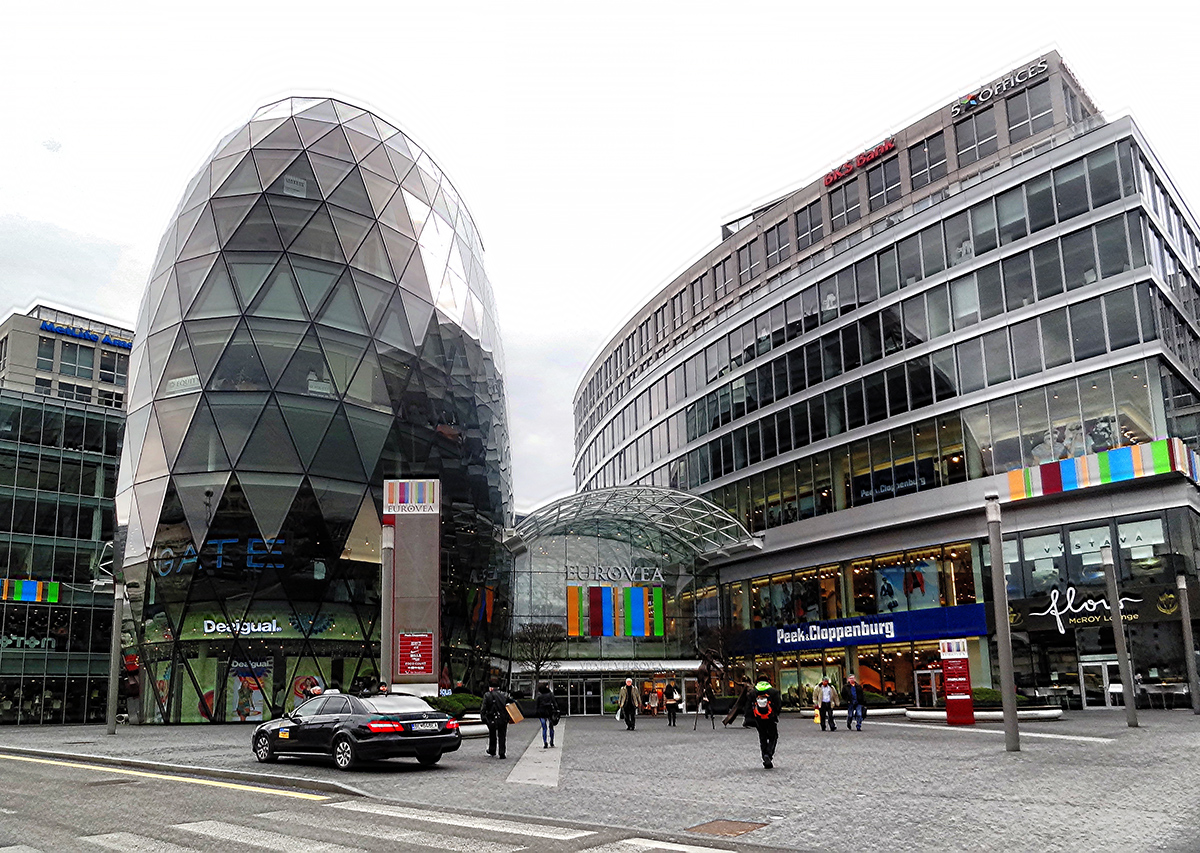
Ingresso principale della Eurovea Galleria

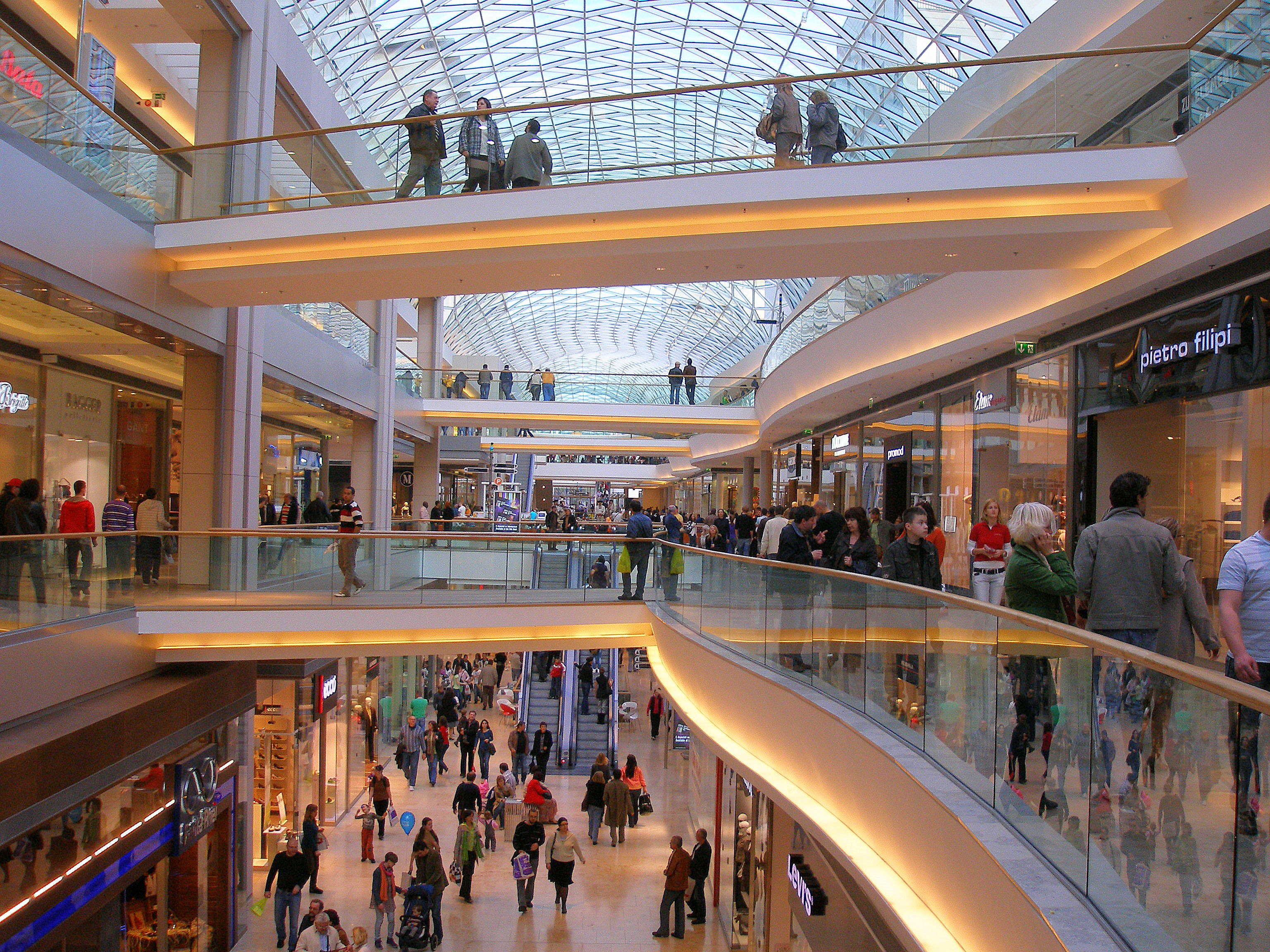
L'interno nel 2010

Eurovea è un moderno centro amministrativo, residenziale e commerciale di Bratislava, in Slovacchia, ubicato nei pressi dell'Apollo Bridge e della Tower 115. Eurovea collega la riva del Danubio col centro della città ed offre una vasta varietà di negozi ed attività per il tempo libero. Il complesso prevede anche uffici, appartamenti residenziali ed un hotel. Le aree di Eurovea per quasi due terzi sono pubbliche e ricoperte dal verde. Costruito con € 13,277,568 da parte degli investitori, ad opera terminata è divenuto di proprietà della città. Il progetto è aperto dal 26 marzo 2010. Eurovea include la Galleria Eurovea (precedentemente conosciuta come "Pribina Gallery"), un centro commerciale di circa 60,000 m².